# 広瀬直
広瀬 直（ひろせ なおし、1963年〈昭和38年〉3月28日 - ）は、日本の経済産業官僚。

## 来歴
東京都生まれ。東京都立戸山高等学校を経て、1986年（昭和61年）、東京大学法学部を卒業。同年、通商産業省へ入省。
入省後、産業政策局商務室総括班長、在アメリカ合衆国日本国大使館一等書記官、環境立地局環境政策課総括班長、通商産業省大臣官房総務課法令審査委員、経済産業省大臣官房企画課課長補佐、在ジュネーブ国際機関日本国政府代表部参事官、通商政策局通商機構部長、内閣官房日本経済再生総合事務局次長、経済産業省大臣官房審議官などを歴任し、在アメリカ合衆国日本国大使館で自動車分野の交渉、環境政策課で第3回気候変動枠組条約締約国会議への対応に携わった。
在アメリカ合衆国日本国大使館における自動車分野の交渉では、クリントン政権がアメリカ製部品の購入に係る数値目標を要求し、受け入れなければ日本車に100%関税を課税すると迫ったことを受け、日本側は毎週のように次官級、課長級の交渉団を迎え、広瀬はアメリカ合衆国通商代表部や商務省での交渉に携わった。その後、当時通商産業大臣だった橋本龍太郎が1ヶ月に3度も渡米し、アメリカ合衆国通商代表のミッキー・カンターとの膝詰めの折衝を行う緊迫した状況下で、日本側は100%の関税を課せば、アメリカの消費者に悪影響をもたらすことをメディアに訴えつつ、世界貿易機関への提訴で対抗した。この一連の流れについて広瀬は「あの現場の緊迫感は忘れ得ぬ経験だった」と述懐している。
環境政策課課長補佐在任時には、第3回気候変動枠組条約締約国会議の対応に尽力。日本側の主張の理解を得るため、二酸化炭素削減の問題は、エネルギー・経済問題であり、東ヨーロッパ諸国を域内に抱え、削減の余力が高いヨーロッパと省エネルギーに向けた努力を積み重ねてきた日本を同列に扱うべきでないと主張するための資料を国内外、報道機関向けに作成した。その際、秋の三連休に出勤し、徹夜で作業している広瀬らを見兼ねた審議官が、40人分のほどの弁当を買ってきてくれたという。
2019年（令和元年）7月12日、経済産業省通商政策局長に就任。
2021年（令和3年）7月1日、経済産業審議官に就任。翌2022年（令和4年）7月1日、辞職。
2023年（令和5年）4月1日、丸紅常務執行役員CSO補佐に就任。
2024年（令和6年）4月1日、丸紅常務執行役員米州統括兼北中米支配人兼丸紅米国社長兼CEO
2025年（令和7年）4月1日、丸紅常務執行役員米州総代表兼丸紅米国社長兼CEO